# Посольство Израиля в Лондоне
Посольство Израиля в Лондоне является дипломатическим представительством Израиля в Великобритании. Он расположено в районе Южный Кенсингтон на Кенсингтон Палас Гарденс недалеко от пересечения с Кенсингтон Хай-Стрит. В здании, включенном в список наследий II* степени, располагается как посольство Израиля, так и израильское консульство.

## Местоположение
Посольство расположено по адресу 2 Palace Green, в южной части Кенсингтон Палас Гарденс где находится сам Кенсингтонский дворец, а также ряд других дипломатических миссий, и является частью владений Короны. Охрана вокруг посольства чрезвычайно строгая, и фотографировать здание запрещено.

## Здание
Посольство занимает дом, первоначально построенный в 1860-1862 годах для писателя Уильяма Мейкписа Теккерея, выстроенный из красного кирпича по его просьбе. В 1969 году ему был присвоен статус памятника архитектуры II*степени.

## Инциденты, связанные с безопасностью, и покушения на убийство

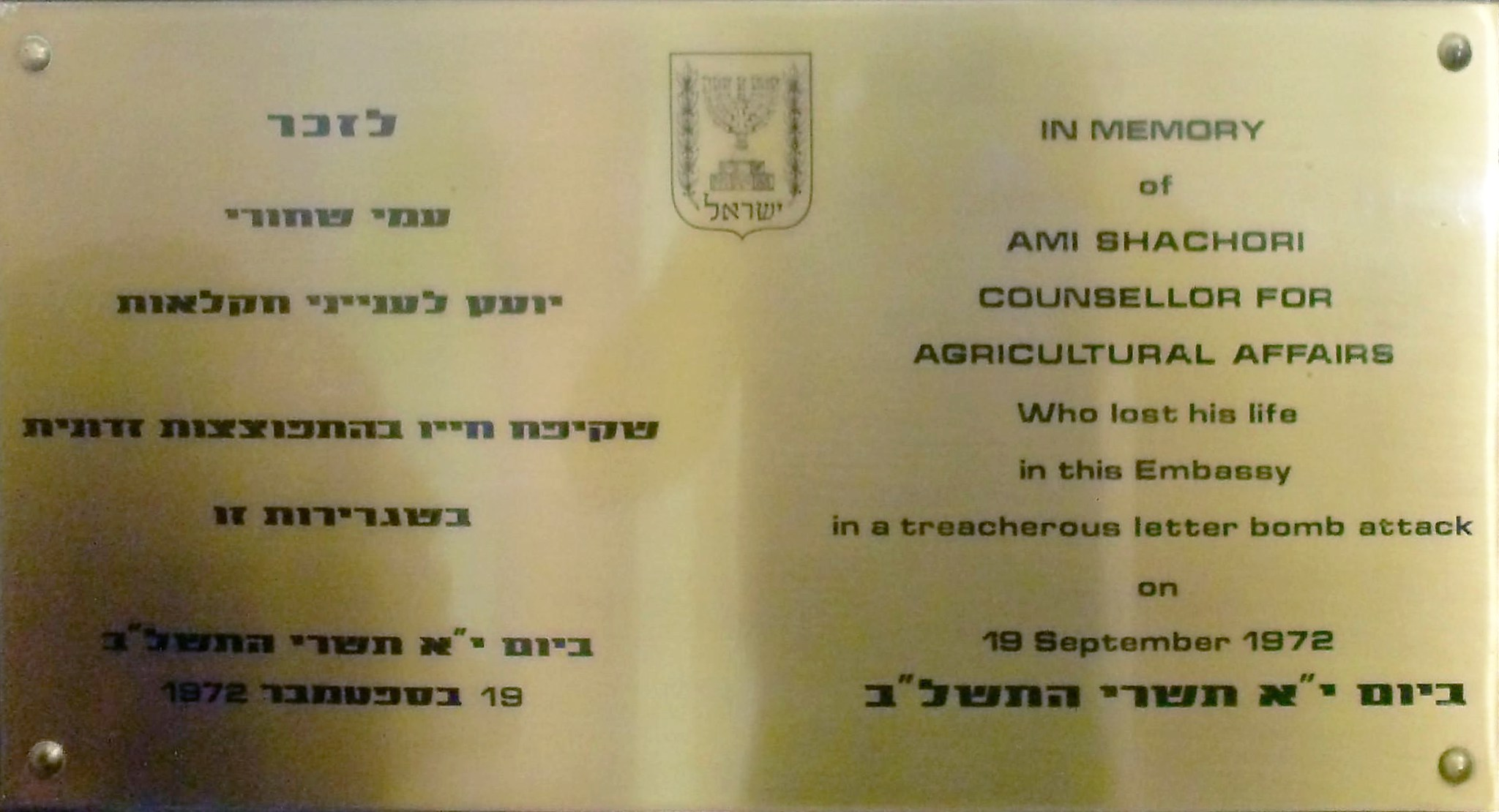
Мемориальная доска в посольстве Ами Шахори

19 сентября 1972 года бомба, заложенная в письме в посольство, взорвалась, убив Ами Шахори, израильского дипломата. Семь других бомб, которые, как утверждалось, были отправлены палестинской террористической группой «Черный сентябрь», либо не были доставлены, либо были обнаружены.
3 июня 1982 года посол Израиля Шломо Аргов был тяжело ранен при выходе с мероприятия в отеле Dorchester, где он являлся почетным гостем. Террористическая ячейка, утверждавшая, что отделилась от ООП и возглавляемая Абу Нидалем, взяла на себя ответственность за нападение. После длительной комы Аргов скончался от полученных ран в 2003 году. Этот инцидент, по многочисленным данным, стал ключевым фактором в Ливанской войне 1982 года.
26 июля 1994 года у здания посольства взорвалась заминированная машина, частично разрушив фасад здания и ранив 20 человек внутри и снаружи здания. Взрыв повредил магазины на близлежащей Кенсингтон Хай-стрит и выбил окна в Кенсингтонском дворце. Нападение произошло через день после встречи лидеров Израиля и Иордании для проведения мирных переговоров и через восемь дней после теракта в Буэнос-Айресе. Через тринадцать часов после нападения на посольство, ещё одна бомба взорвалась у здания еврейской благотворительной организации на севере Лондона, ранив шесть человек. В январе 1995 года в связи со взрывами были арестованы пять палестинцев, проживающих в Лондоне, а двое — Джавад Ботмех и Самар Алами — были приговорены к 20 годам тюремного заключения за свою роль в нападениях.
Ряд демонстраций у здания посольства в декабре 2008 и январе 2009 года, проведенных в знак протеста против израильской операции «Литой свинец» в Газе, были омрачены насилием и закончились несколькими арестами и по меньшей мере одним судебным приговором для участников насилия.

## Реконструкция и повторное открытие
15 марта 2010 года посол Израиля Рон Просор официально объявил о повторном открытии посольства после обширной программы ремонта. В рамках повторного открытия посольства оригинальная музыкальная комната в доме писателя Теккерея была названа в честь покойного посла Шломо Аргова.